# Joseph Samuels

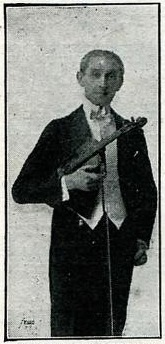
Joseph Samuels i tidskriften The Tatlers majnummer 1919.

Joseph Samuels, eventuellt död juli 1953 (se nedan), var en amerikansk musiker och orkesterledare, om vilken mycket litet är känt utöver vad han spelade in på skiva.

## Människan Joseph Samuels
Mycket litet är känt om människan Joseph Samuels, inklusive hans födelse- och dödsår. Enligt information som framkommit på "The Bixography Discussion group" kan hans dödsår dock vara 1953. En artikel i nöjestidskriften The Tatler i maj 1919 ger också viss information om Samuels. Han uppgives där vara från Tennessee och skall ha bedrivit musikaliska studier såväl i St. Louis och Cincinnati som utanför USA. Han skall därefter ha turnerat åtskilligt och även verkat som opera- och operettmusiker innan han etablerade sig i New York som anförare av managern Earl Fullers orkester på Cafe de Paris. Samuels namn indikerar att han, liksom många musiker verksamma inom skivindustrin i New York vid denna tid, kan ha varit av judiskt ursprung. 
På sina orkesterinspelningar spelade han huvudsakligen olika träblåsinstrument (klarinett, altsaxofon och bassaxofon) men förefaller enligt den ovannämnda artikeln ha haft fiolen som sitt ursprungliga huvudinstrument och gjorde även skivinspelningar som violinsolist ackompanjerad av pianisten Frank Banta.

## Skivinspelningar

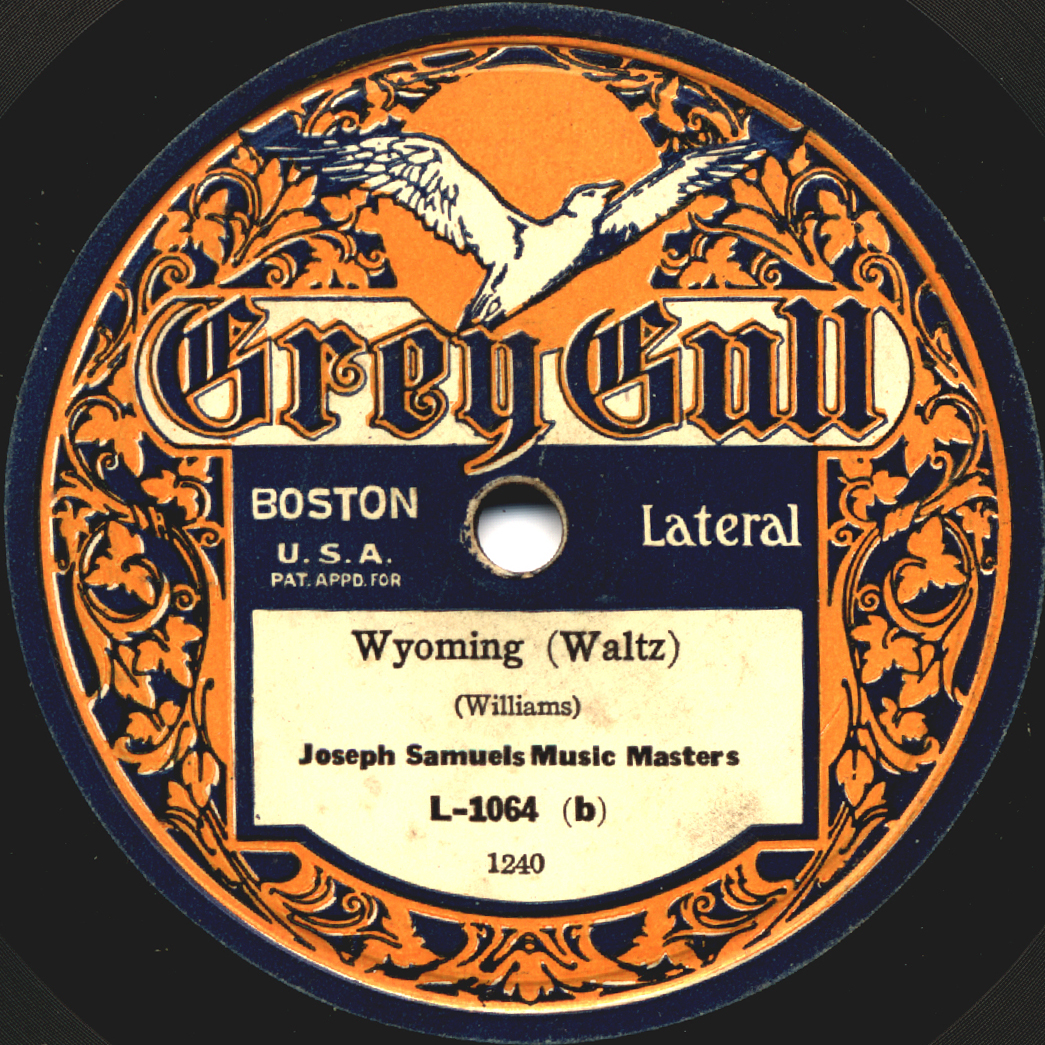
Etiketten till en Grey Gull-utgåva från 1921 med "Joseph Samuels Music Masters".

Vad som definitivt är känt om Samuels är att han åren 1919-1925 var en exceptionellt aktiv musiker, åtminstone på grammofonskiva. I diskografen Brian Rusts verk The American Dance Band Discography 1917-1942 upptager avsnittet om Samuels dansorkester 19 sidor med nära 400 skivinspelningar.
Samuels skivdebut förefaller ha skett för bolaget Pathé i januari 1919. Därefter fortsatte han att göra inspelningar för allt fler olika bolag och etiketter: från 1920 spelade han således in även för Emerson, Grey Gull och Arto, från 1921 för Edison och från 1922 för Gennett, Federal och Banner. Det sistnämnda märket - och andra därtill knutna etiketter som Regal, Oriole och Domino - kom allt eftersom 1920-talet fortskred att bli huvudavnämare för Samuels inspelningar, och, som med så många andra artister på dessa lågprisutgåvor, utgavs dessa ofta under en uppsjö av pseudonymer såsom "Majestic Dance Orchestra", "Hollywood Dance Orchestra" och "Missouri Jazz Band".
Utöver ovanstående inspelningar i eget namn, vilka i huvudsak utgjordes av allmän dansmusik i tidens stil, ledde Samuels även mindre grupper med mer renodlad jazzprofil under namnen Synco Jazz Band (49 inspelningar 1919-1922, huvudsakligen för Pathé men även för Columbia och Grey Gull), Joseph Samuels' Jazz Band (40 inspelningar för främst Okeh men även för Paramount 1920-23) och Tampa Blue Jazz Band (31 inspelningar för Okeh 1921-1923). Härtill kan läggas sju ytterligare inspelningar för Columbia som Columbia Novelty Orchestra 1924.
Samuels' jazzgrupper spelade ursprungligen i en stil starkt influerad av Original Dixieland Jazz Band, men utvecklade med åren en egen och något mer sofistikerad spelstil. Särskilt musikhistoriskt intresse har den inspelning man i mars 1923 (som Tampa Blue Jazz Band) gjorde av George W. Thomas komposition The Fives, då detta anses vara den första orkesterinspelningen av musikformen boogie woogie.
Särskilt för Okeh verkade Samuels jazzgrupper även som ackompanjatörer av olika, främst svarta sångare och sångerskor, däribland Lucille Hegamin, Mamie Smith och Clarence Williams. Dessa ackompanjemang hör till de tidigaste rasblandade skivinspelningarna i USA.

## Medmusiker
Såväl vid sina dans- som sina jazzinspelningar förefaller Samuels genom åren har förlitat sig på samma kärntrupp av medmusiker. Också om dessa är relativt litet känt, men i några fall åtminstone något mer än om orkesterledaren.
Trumpetare i Samuels orkestrar var i regel Jules Levy Jr. Han var son till den engelskfödde kornettvirtuosen Jules Levy, och verkade liksom fadern även såsom trumpetare i klassisk och militär stil. Senare skall han ha lett en egen orkester i Hollywood. Därest en andretrumpetare förekom på Samuels inspelningar, var det i regel Hymie Farberman.
På trombon fanns Ephraim Hannaford, vilken tidigare tillhört den religiösa sekten "House of David" och verkat i de många uppmärksammade orkestrar som drevs inom denna rörelse.
På piano hade Samuels slutligen Larry Briers, om vilken i princip inget är känt. Han står dock angiven som medkompositör till minst en av de melodier orkestern spelade in, och publicerade även andra kompositioner parallellt med sitt arbete med Samuels samt även efter orkesterns försvinnade från skivstudiorna. Hans kanske mest kända komposition är Brother Low Down, skriven tillsammans med sångaren Al Bernard och insjungen av bland annat Bert Williams.
Åtminstone Levy, Farberman och Hannaford medverkade under 1920-talet även i orkestrar ledda av andra kända orkesterledare såsom Sam Lanin, Ben Selvin, Arthur Lange, Harry Reser och Fred Rich. Samuels själv däremot tycks inte (åtminstone på skiva) ha spelat för någon annan ledare än sig själv.